# 44 Aquarii
44 Aquarii, som är stjärnans Flamsteed-beteckning, är en ensam stjärna belägen i den mellersta delen av stjärnbilden Vattumannen. Den har en skenbar magnitud på 5,75  och är svagt synlig för blotta ögat där ljusföroreningar ej förekommer. Baserat på parallaxmätning inom Hipparcosuppdraget på ca 9,7 mas, beräknas den befinna sig på ett avstånd på ca 336 ljusår (ca 103 parsek) från solen. Den rör sig bort från solen med en heliocentrisk radialhastighet på ca 7,4 km/s.

## Egenskaper
44 Aquarii är en gul till orange jättestjärna av spektralklass G6 III, som med 98 procent sannolikhet befinner sig på den horisontella grenen. Den har en massa som är ca 2,5 gånger större än solens massa, en radie som är ca 9 gånger större än solens och utsänder från dess fotosfär ca 53 gånger mera energi än solen vid en effektiv temperatur av ca 5 000 K.
44 Aquarii är en misstänkt variabel stjärna av okänd typ.